# Murjanatu Musa
Murjanatu Musa, née le 5 mai 2000 à Abuja (Nigeria), est une joueuse nigériane de basket-ball.

## Carrière
Avec son équipe des Air Warriors, elle remporte la ligue Zenith Bank face aux MFM Queens, étant élue meileure joueuse de la finale avec 17 points, 15 rebonds et 3 passes décisives
Elle passe trois saisons au club espagnol du Celta Vigo. Après une saison d'adaptation (7,5 points, 6,8 rebonds en 2021-2022), elle obtient la saison suivante la seconde évaluation du championnat avec 13,4 points et 13 rebonds. Après une saison 2023-2024 avec des moyennes de 12,6 points et 9,4 rebonds, elle s'engage avec le club français de Tarbes. Lors de sa deuxième rencontre avec Tarbes, elle réalise 10 interceptions. Meilleure joueuse à l’évaluation, aux rebonds et aux minutes disputées à la mi-saison, ses statistiques sont de 14,2 points à 53% de réussite, 10,1 rebonds, 3,2 interceptions et 2,2 passes décisives.

## Équipe nationale
En 3x3, elle remporte la médaille d'or aux Jeux africains de 2019 et la médaille de bronze aux Jeux africains de plage de 2019.
Elle fait partie des 14 joueuses invitées à participer aux sélections de l'équipe nationale du Nigeria pour le tournoi qualificatif olympique de 2020 à Belgrade , mais elle n'est pas retenue pour disputer les JO de Tokyo. Elle est championne d"Afrique avec le Nigeria en 2021 et en 2023.
Retenue pour le tournoi qualificatif olympique de 2024, ses statistiques y sont de 7,7 points et 4,3 rebonds. Elle dispute les Jeux de Paris en inscrivant notamment 11 points et  7 rebonds dans la victoire contre l'Australie.

## Palmarès

### En sélection nationale
- Championne d’Afrique : 2021, 2023, 2025

## Distinctions personnelles
- Cinq majeur LFB : saison 2024-2025

## Statistiques

### En club

#### WNBA
| Saison | Équipe             | MJ | M5 | Min  | %T   | %3   | %LF  | Rb  | PD  | Int | Ctr | BP  | F   | Pts |
| ------ | ------------------ | -- | -- | ---- | ---- | ---- | ---- | --- | --- | --- | --- | --- | --- | --- |
| 2025   | Mercury de Phoenix | 12 | 0  | 10,2 | 45,7 | 50,0 | 63,6 | 2,6 | 0,6 | 0,3 | 0,2 | 0,6 | 1,4 | 3,3 |
| Total  | Total              | 12 | 0  | 10,2 | 45,7 | 50,0 | 63,6 | 2,6 | 0,6 | 0,3 | 0,2 | 0,6 | 1,4 | 3,3 |